# God Defend New Zealand
God Defend New Zealand je ena od dveh (druga je God Save the King) državnih himn Nove Zelandije. Čeprav sta v veljavi obe himni, ljudstvo uporablja samo God Defend New Zealand. Večina prebivalstva sploh ni seznanjena s tem, da obstajata dve uradni himni.

## Besedilo
| angleško | maorsko | slovensko (1. kitica) |
| --- | --- | --- |
| God of nations at Thy feet, In the bonds of love we meet, Hear our voices, we entreat, God defend our free land. Guard Pacific's triple star, From the shafts of strife and war, Make her praises heard afar, God defend New Zealand. Men of ev'ry creed and race, Gather here before Thy face, Asking Thee to bless this place, God defend our free land. From dissension, envy, hate, And corruption guard our State, Make our country good and great, God defend New Zealand. Peace, not war, shall be our boast But, should foes assail our coast, Make us then a mighty host, God defend our free land. Lord of battles, in Thy might, Put our enemies to flight, Let our cause be just and right, God defend New Zealand. Let our love for Thee increase, May Thy blessings never cease, Give us plenty, give us peace, God defend our free land. From dishonour and from shame, Guard our country's spotless name, Crown her with immortal fame, God defend New Zealand. May our mountains ever be, Freedom's ramparts on the sea, Make us faithful unto thee, God defend our free land. Guide her in the nations' van, Preaching love and truth to man, Working out Thy Glorious plan, God defend New Zealand. | E Ihowā Atua, O ngā iwi mātou rā Āta whakarongona; Me aroha noa Kia hua ko te pai; Kia tau tō atawhai; Manaakitia mai Aotearoa Ōna mano tāngata Kiri whero, kiri mā, Iwi Māori Pākehā, Rūpeke katoa, Nei ka tono ko ngā hē Māu e whakaahu kē, Kia ora mārire Aotearoa Tōna mana kia tū! Tōna kaha kia ū; Tōna rongo hei pakū Ki te ao katoa Aua rawa ngā whawhai Ngā tutū a tata mai; Kia tupu nui ai Aotearoa Waiho tona takiwā Ko te ao mārama; Kia whiti tōna rā Taiāwhio noa. Ko te hae me te ngangau Meinga kia kore kau; Waiho i te rongo mau Aotearoa Tōna pai me toitū Tika rawa, pono pū; Tōna noho, tana tū; Iwi nō Ihowā. Kaua mōna whakamā; Kia hau te ingoa; Kia tū hei tauira; Aotearoa | Bog narodov pri tvojih nogah, srečava se v ljubezni vezah, Slišiš glasove v milih prošnjah, Bog, brani našo svobodno zemljo. Varuj trojno zvezdo Pacifika, iz jaškov prepira in vojna, daleč naj se sliši njena slava, Bog, brani Novo Zelandijo. |